# Ithycythara chechoi
Ithycythara chechoi é uma espécie de gastrópode do gênero Ithycythara, pertencente a família Mangeliidae.